# Vincent Connare
Vincent Connare (Nacido el 26 de septiembre de 1960 en Boston, Massachusetts) es un diseñador de tipografías de Microsoft. Una de sus creaciones es la tipografía Comic Sans y la tipografía Trebuchet MS, ambas se suministran con las versiones actuales Microsoft Windows. Aparte de tipografías de tipo texto, también diseño la tipografía Marlett que se ha utilizado para los iconos escalables de la interfaz gráfica de usuario de Microsoft Windows desde 1995 y ha creado parte de la tipografía Webdings que apareció con el Internet Explorer.
Actualmente trabaja en Reino Unido para Dalton Maag, un estudio independiente de diseño tipográfico.

## Estudios
Connare estudió en la Escuela secundaria de Milford en Milford, Massachusetts y el Instituto de Tecnología de Nueva York, y obtuvo una maestría en Diseño Tipográfico en la Universidad de Reading